# Wotan Wilke Möhring
Wotan Wilke Möhring (Augustdorf, 23 maggio 1967) è un attore tedesco.
Anche il fratello Sönke Möhring è un attore.

## Filmografia parziale

### Cinema
- The Experiment - Cercasi cavie umane (Das Experiment), regia di Oliver Hirschbiegel (2001)
- Antikörper, regia di Christian Alvart (2005)
- Pandorum - L'universo parallelo (Pandorum), regia di Christian Alvart (2009)
- Winnetou & Old Shatterhand, regia di Philipp Stölzl (2016)
- Freaks - Una di noi (Freaks - Du bist eine von uns), regia di Felix Binder (2020)

### Televisione
- Tatort - serie TV, 24 episodi (2006-2024)